# Палата Строганов
Палата Строганов (рус. Строгановскиј дворец) је каснобарокна палата на раскрсници реке Мојке и Невског проспекта у Санкт Петербургу, Русија. Палата је изграђена по нацртима Бартоломеа Растрелија за барона Сергеја Григоријевича Строганова 1753–1754. Ентеријер је преуредио Андреј Воронихин на прелазу из 18. у 19. век.

## Историја
Прва кућа за Строганове саграђена је на том месту вероватно 1720-их. Била је то једноспратна зграда. Архитекта Михаил Земцов је подигао другу, двоспратну кућу на том месту 1740-их.
Године 1752, барон Сергеј Строганов наручио је пројекат палате од италијанског архитекте Бартоломеа Растрелија, који је тада радио на проширењу Катаринининог дворца и изградњи манастира Смолни за царицу Јелисавету. Пошто су Строганови били најбогатија породица у Русији и били су у сродству са царицом, Растрели није могао да одбије комисију и на брзину је припремио пројекат за градску кућу.
Попут Воронцовске палате (коју је Растрели такође дизајнирао за Строгановљевог таста Михаила Воронцова), ова палата није брзо изграђена. Главно степениште украшено мермерним скулптурама водило је до елегантне Велике дворане, у којој је била огромна слика венецијанског уметника Ђузепеа Валеријанија. После смрти Сергеја Строганова 1756. године, декорацију је завршио његов син Александар 1760. године. У року од неколико година, нова царица Катарина Велика увела је неокласични укус. Стил је такође заступао Александар Строганов, који је постао председник Царске академије уметности 1800.
У деценијама 1790-их и 1800-их, архитекта Андреј Воронихин је био задужен за реновирање ентеријера у неокласичном стилу. Вороњинова мајка била је кмет Строганових, а причало се да му је отац Александар Строганов. Први апартмани Воронихина били су Кабинет за минералне, Галерија слика, Библиотека и Кабинет физике Александра Строганова. За Павла Строганова створене су још две анфиладе у западном крилу, од којих је преживео Мали салон.
Након смрти Александра Строганова 1811. године, палата је припала његовом сину Павелу. Павел Строганов је имао четири ћерке, али његов једини син је погинуо у бици код Цраоне. Потом је установио Строганов ентаил, односно недељив посед који би прешао на најстаријег члана породице. Овај ланац власништва је сачуван до 1919. године када је последњи гроф Сергеј Строганов продао своја права на ентаил. Карло Роси је 1820. године уредио нови стан за Аглаиду Павловну Строганов (касније је скоро потпуно нестао). После Октобарске револуције 1917. године, преостали Строганови су емигрирали из Русије, а палата је национализована.
Совјети су палату прогласили националним музејом који приказује начин живота руског племства. Године 1929. музеј је затворен, а велики део његовог садржаја (укључујући неке непроцењиве слике и уметничке предмете) однесен је у музеј Ермитаж. Палата је предата ботаничком институту. Министарство бродоградње заузимало је просторије пола века, почев од 1939. године.
1988. палата је предата Руском музеју и постала је подружница у којој су се постављале изложбе које организује музеј. Дотрајала зграда је подвргнута темељном и мукотрпном процесу рестаурације од 1991. до данас. У складу са Растрелијевим оригиналним дизајном, његови зидови су сада обојени светло розе (уместо тамнозелене, као што су били средином 20. века).
Палата је једна од ретких барокних грађевина на Невском проспекту која је сачувала свој првобитни изглед.
Фасаду носи улазни лук који подржавају два коринтска стуба. Лук је крунисан забатом са грбом Строганова. Простори испод прозора на фасади имају мушки профил. Постоје две практично анегдотске верзије у вези са идентитетом овог човека. Према једној верзији, човек је први власник палате, барон Строганов, кога је Растрели желео да изненади. Међутим, многи историчари тврде да је чувени архитекта у ствари оставио свој профил на зидовима палате. Према овој верзији, Растрели је одлучио да то уради као необичан потпис у знак сећања на његов рад.